# Jože Slivšek
Jože Slivšek, slovenski politik, * 29. september 1957, Novo mesto.
Od leta 2007 do 2017 je bil član Državnega sveta Republike Slovenije. V Krškem ima svoje podjetje, ki se ukvarjaz zavarovalništvom. Slivšek je tudi dolgoletni predsednik nogometnega kluba Krško, občinski svetnik Občine Krško, podpredsednik MNZ Celje ter eden vodilnih mož stranke SLS v Posavju. 
Živi v kraju Zdole pri Krškem, kjer je aktiven v krajevni skupnosti.
Poročen je z Andrejo Rožman-Slivšek, ki je učiteljica na osnovni šoli Jurija Dalmatina v Krškem, sta starša dveh sinov.